# Дальні Комиші
Дальні Комиші, Узак-Камиш (крим. Uzaq Qamış) — місцевість селища Хафуз (Приморський), колишнє село. Не плутати з колишнім селом Ближні Комиші, що зараз знаходиться у складі міста Феодосія.

## Опис
Знаходиться у центрі селища.
Головні вулиці: Леніна, Шевченко, 1-го Травня, 

## Історія
Вперше зустрічається на триверстової карті 1865-1876 року, на якій в селищі Малі Камиші позначено 21 двір.
Перепис 1897 року зафіксував у селі 621 мешканця, 325 чоловіків та 306 жінок, усі православні.
Згідно зі Списком населених пунктів Кримської АРСР по Всесоюзному перепису 17 грудня 1926 року, в селі Камиші Дальні, було 160 дворів, з них 151 селянський, населення становило 701 особу, з них 693 росіяни, 3 українці, 2 німці, 1 грек, 1 болгарин 1 записаний у графі «інші», діяла російська школа I ступеня (п'ятирічка).Між 1977 та 1985 роками Дальні Камиші включили до складу Приморського.